# Премія «Люм'єр» (3-тя церемонія)
3-тя церемонія вручення Премії Люм'єр французької Академії Люм'єр відбулася 15 грудня 1998 у Парижі. Церемонія проходила під головуванням Фанні Ардан. Фільм режисера Роберта Гедігяна Маріус і Жаннетт став переможцем у номінації «Найкращий фільм».

## Переможці
| Нагорода                  | Переможець                                  |
| ------------------------- | ------------------------------------------- |
| Найкращий фільм           | Маріус і Жанетт                             |
| Найкращий режисер         | Люк Бессон — П'ятий елемент                 |
| Найкращий актор           | Мішель Серро — Ставки зроблено              |
| Найкраща акторка          | Міу-Міу — Сухе прибирання                   |
| Найкращий сценарій        | Жан-Франсуа Гуає та Мануель Пур'є — Вестерн |
| Найкращий іноземний фільм | Справа — труба                              |